# Supercoppa spagnola 2010 (pallavolo femminile)
La Supercoppa spagnola 2010 si è svolta il 3 ottobre 2010: al torneo hanno partecipato due squadre di club spagnole e la vittoria finale è andata per la quarta volta, la seconda consecutiva, al CAV Murcia.

## Regolamento
Il regolamento prevedeva la disputa di una gara unica, tuttavia la formazione dell'Aguere non si è presentata in campo in protesta contro il mancato rilascio dei transfer di tre delle sue atlete; il 21 ottobre 2010 la RFEVB ha deliberato la vittoria a tavolino della Supercoppa da parte del CAV Murcia.

## Squadre partecipanti
| Squadra    | Qualificazione                        | Ultima partecipazione    |
| ---------- | ------------------------------------- | ------------------------ |
| CAV Murcia | Vincitrice Coppa della Regina 2009-10 | Supercoppa spagnola 2009 |
| Aguere     | Vincitrice Superliga 2009-10          | Supercoppa spagnola 2007 |